# Hege Riise
Hege Riise (Lørenskog, 18 luglio 1969) è un'allenatrice di calcio ed ex calciatrice norvegese, di ruolo centrocampista.

## Carriera

### Calciatrice

#### Club
Hege Riise iniziò a dedicarsi allo sport sin da bambina e all'età di 15 anni si concentrò definitivamente sul calcio. Iniziò la sua carriera con la locale squadra del Setskog-Høland, con cui vinse la coppa nazionale nel 1992. Nel 1995 si trasferì in Giappone tra le file del Nikko, assieme alla compatriota Linda Medalen. Con la compagine giapponese vinse la Nadeshiko League Division 1 per due anni consecutivi, 1996 e 1997. Nel 1998 tornò a giocare in Toppserien per il Setskog-Høland, per poi trasferirsi all'Asker nel 2000. Con l'Asker vinse nuovamente la coppa nazionale. Nello stesso anno fu chiamata dal Carolina Courage nel corso del Women's United Soccer Association 2000 Foreign Draft. Rimase tre anni con il Carolina Courage, vincendo la WUSA Founders Cup nel 2002 e risultando la miglior calciatrice della squadra per due anni. Nel 2005 tornò in Norvegia per vestire la maglia del Team Strømmen, con cui concluse la carriera.
Nel 2003 la federazione calcistica norvegese l'ha nominata miglior calciatrice norvegese di sempre.

#### Nazionale
Hege Riise esordì in nazionale all'età di 20 anni nel 1990. Con la maglia della nazionale ha disputato 188 partite e ha realizzato 58 reti. Ha vinto il campionato europeo 1993, competizione per la quale è stata nominata dalla UEFA Golden player. Due anni dopo vinse anche il campionato mondiale 1995, venendo nominata dalla FIFA Golden Ball del torneo.
Ha fatto parte della selezione norvegese sia ai Giochi della XXVI Olimpiade, contribuendo alla conquista della medaglia di bronzo, sia ai Giochi della XXVII Olimpiade, contribuendo alla conquista della medaglia d'oro.

### Allenatrice
Il 3 agosto del 2022 inizia la sua nuova avventura come CT della Nazionale femminile norvegese.

## Palmarès

### Giocatrice

#### Club
- Coppa di Norvegia: 2

Setskog/Høland 1992
Asker 2000
- Nadeshiko League Division 1: 2

Nikko Securities 1996, 1997
- WUSA Founders Cup: 1

Carolina Courage 2002

#### Nazionale
- Campionato d'Europa: 1

1993
- Campionato mondiale: 1

1995
- Oro olimpico: 1

Sydney 2000
- Bronzo olimpico: 1

Atlanta 1996

#### Individuale
- Pallone d'oro del campionato mondiale: 1

Svezia 1995
- UEFA Golden Player: 1

Italia 1993
- Calciatore norvegese dell'anno: 1

1996
- Gullklokka

2003